# Stemma di Siena
Lo stemma del comune italiano di Siena (detto anche balzana) è costituito da uno scudo gotico diviso orizzontalmente in due parti, la superiore di colore argento e l'inferiore di colore nero.

## Blasonatura

Gonfalone della città

Lo stemma, riconosciuto con D.C.G. del 21 novembre 1934 ha la seguente blasonatura:
Il gonfalone si presenta come un semplice drappo di colore bianco nella parte superiore e nero in quella inferiore.

## Storia

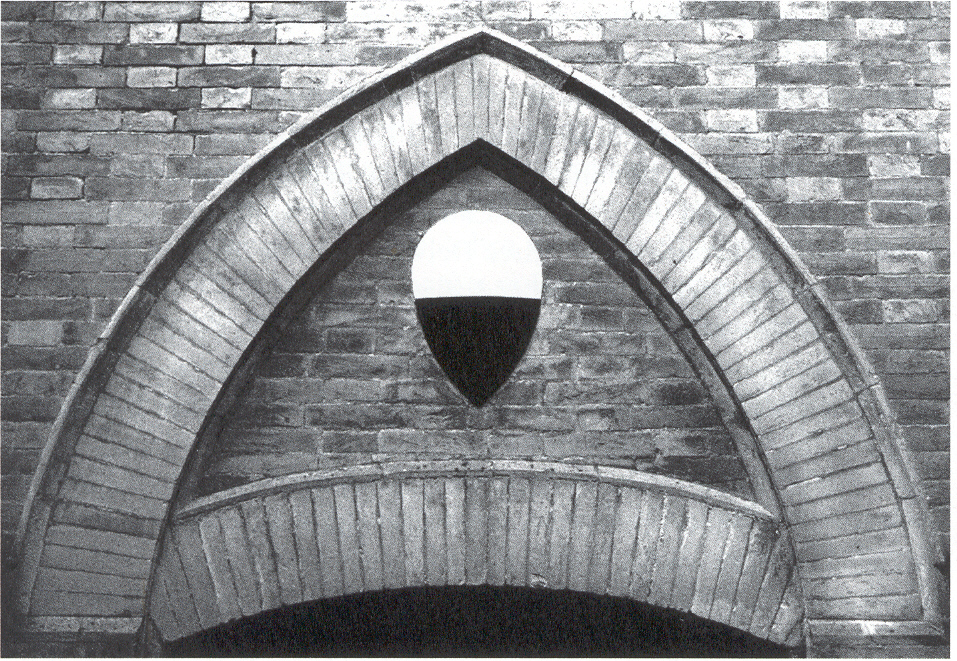
Stemma presente su una porta laterale del Castello di Farnetella

Il sigillo più antico pervenutoci di Siena, datato 1239, rappresentava un castello con tre porte aperte e in giro la legenda Vos veteris Sene signum nostais amene, mentre dopo gli anni cinquanta del XIII secolo la città ne usava uno che rappresentava la «Madonna con il Divin Figlio, circondata da due angeli, in atto di calpestare un drago» e attorno la scritta Salvet Virgo Senam quam Natus signat amenam, quest'ultimo sigillo fu usato fin dopo il 1293. Le prime testimonianze della balzana si situano tra il 1262 e il 1290, mentre se ne fa menzione nel Libro dei Consigli del 1255; esiste anche un pagamento presso l'erario comunale (la Biccherna) per tessuto bianco e nero, ordinato per confezionare 77 bandiere comunali, del 1246. È quindi dalla seconda metà del Duecento che lo stemma argento e nero si afferma come simbolo principale della città, probabilmente prima sui vessilli e solo successivamente quale stemma; comunque ancora nel XV secolo il carroccio portava uno stendardo completamente bianco.
Varie le spiegazioni della scelta dei due colori, si va da quelle leggendarie, basate sui mitici fondatori della città, Senio e Ascanio, figli di Remo, secondo cui i due colori starebbero a simboleggiare il fumo nero e bianco scaturito dalla pira augurale che i due fratelli avrebbero acceso per ringraziare gli dei dopo la fondazione della città di Siena, oppure all'altra che riporta la notizia che la balzana derivi dai colori dei cavalli, uno bianco ed uno nero, inviati dagli dèi e che Senio e Ascanio usarono nella fuga dallo zio Romolo che li voleva uccidere, e con i quali essi giunsero a Siena. Spiegazioni più razionali indicano invece nei marmi che abbelliscono il Duomo e molti palazzi cittadini il motivo della scelta, o, ancora, che l'unione del bianco e del nero in un solo stemma stiano a indicare la pace conclusa tra le fazioni cittadine dei guelfi bianchi e neri (ma la nascita di queste fazioni è posteriori di almeno mezzo secolo rispetto all'utilizzo della balzana), o, in ultimo, che rappresentino la parte nobiliare e popolare della cittadinanza. Un'ultima ipotesi vuole che essi siano ripresi dagli emblemi degli antichi conti cittadini di nomina carolingia. In quest'ultimo caso, partendo dall'analisi degli stemmi portati dalle famiglie discendenti dai conti di Siena – quali i Cacciaconti e i Salvani (che presentano tutte la bicromia argento-azzurro con l'eccezione degli Scialenghi che avevano un "troncato d'oro e d'azzurro"), si postula che anche questi portassero un emblema con gli stessi colori, emblema poi assunto dalla città quale stemma con la sostituzione del nero all'azzurro per motivi politici.
In realtà è probabile che la bicromia bianco-nero dello stemma senese sia nata per necessità di distinzione, tramite contrapposizione, rispetto alla bicromia bianco-rosso propria di molti altri stemmi toscani, quali quello di Firenze o di Lucca.
Alla fine del 1993 il semiologo Omar Calabrese, allora assessore alla Cultura, volle un sistema di immagine coordinata per la città; il sistema, la cui progettazione grafica fu a cura di Andrea Rauch con la consulenza araldico-storica di Alessandro Savorelli, entrò in vigore a metà 1994. Nell'immagine coordinata viene utilizzato lo stemma cittadino che presenta, «a denunciare la sua origine lapidea, una leggera ombratura in grigio», ed è accompagnato dal carattere tipografico "Martini" (creato nel XV secolo da Francesco di Giorgio Martini e alla cui rielaborazione moderna collaborò anche Walter Sardonini). Il Martini, insieme all'Helvetica bold, deve essere utilizzato in tutta la comunicazione istituzionale dell'ente comunale.

## Altri simboli

Simboli patri della Repubblica di Siena: (da sinistra) lo stemma della Repubblica, la Balzana del Comune e lo stemma del Capitano del Popolo.

Oltre allo stemma comunale, vari altri simboli rappresentarono la città, ad esempio il leone argento in campo rosso simbolo del Popolo (inizialmente arma del vescovo oppure – secondo altri autori – ripreso dal sigillo della parte guelfa, dov'era rappresentato armato di spada e illeopardito, simbolo spesso presente insieme all'emblema del comune medievale), poi divenuto emblema della Provincia; lo stemma azzurro con il motto Libertas, usato anche in molte altre città italiane nei periodi di regime repubblicano; un ultimo simbolo cittadino (la cui prima rappresentazione si ha nel ciclo degli affreschi del “Buon Governo” del 1338-1340) s'ispira alle leggendarie origini romane della città ed è la lupa che allatta Ascanio e Senio; del 1344 è un pagamento per l'incisione della lupa sul sigillo comunale. Tutti i simboli elencati appaiono sulla copertina di un registro della Camera del Comune del 1528; su questa tavoletta è infatti dipinta la lupa allattante i due gemelli, uno dei quali impugna un'asta sulla cui sommità vi è la balzana in forma di stendardo, al di sopra della lupa vi è uno scudo interzato in palo in cui a partire dalla destra araldica vi sono lo stemma della Repubblica, quello del Comune e quello del Popolo.

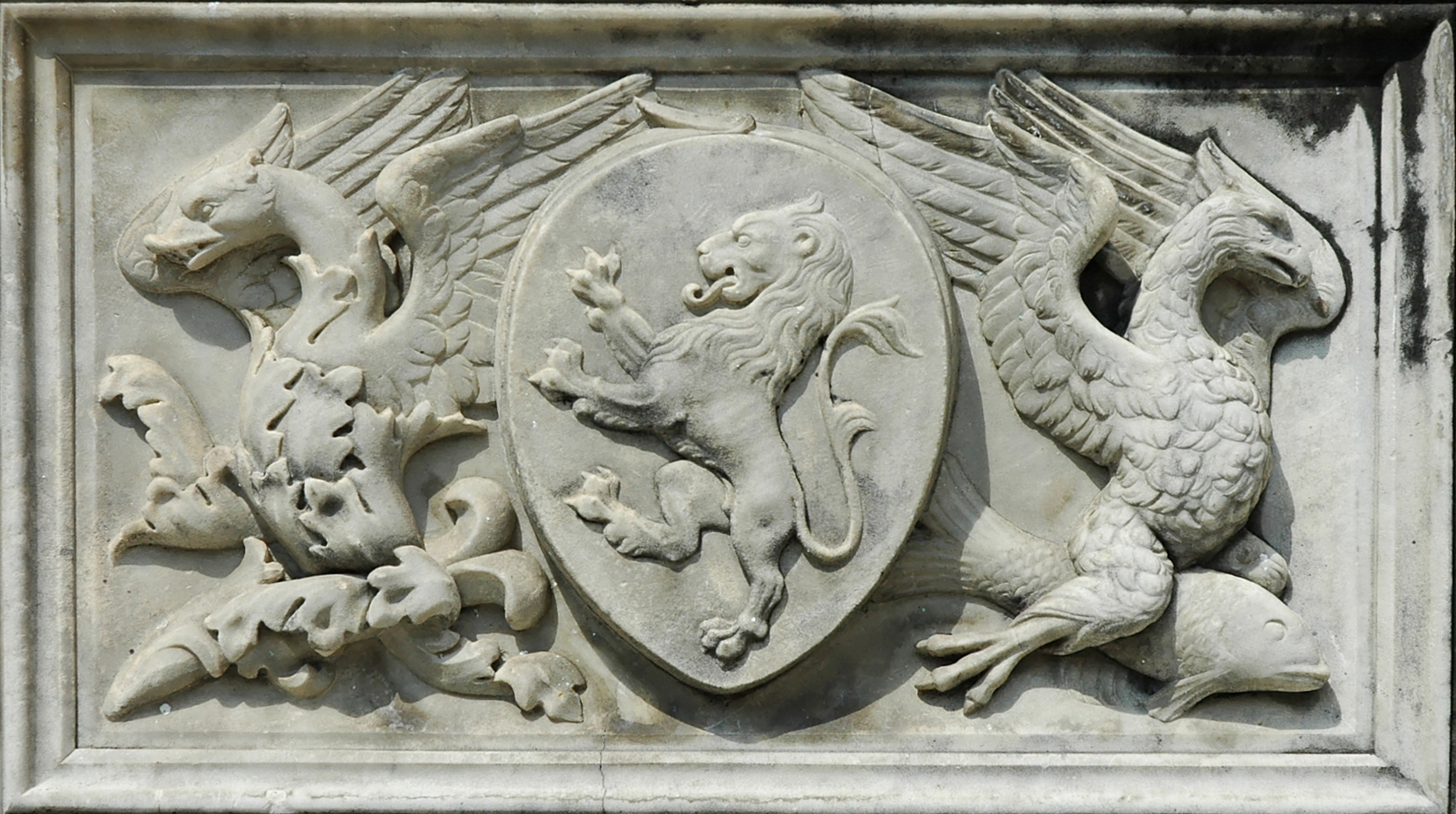
Antico emblema del Popolo

## Altrebalzane
Molte altre città usano balzane (cioè stemmi troncati) ad esempio Napoli, Lucca, Cesena e Ferrara; le ultime due usano gli stessi colori senesi ma invertiti.